# Синцитій

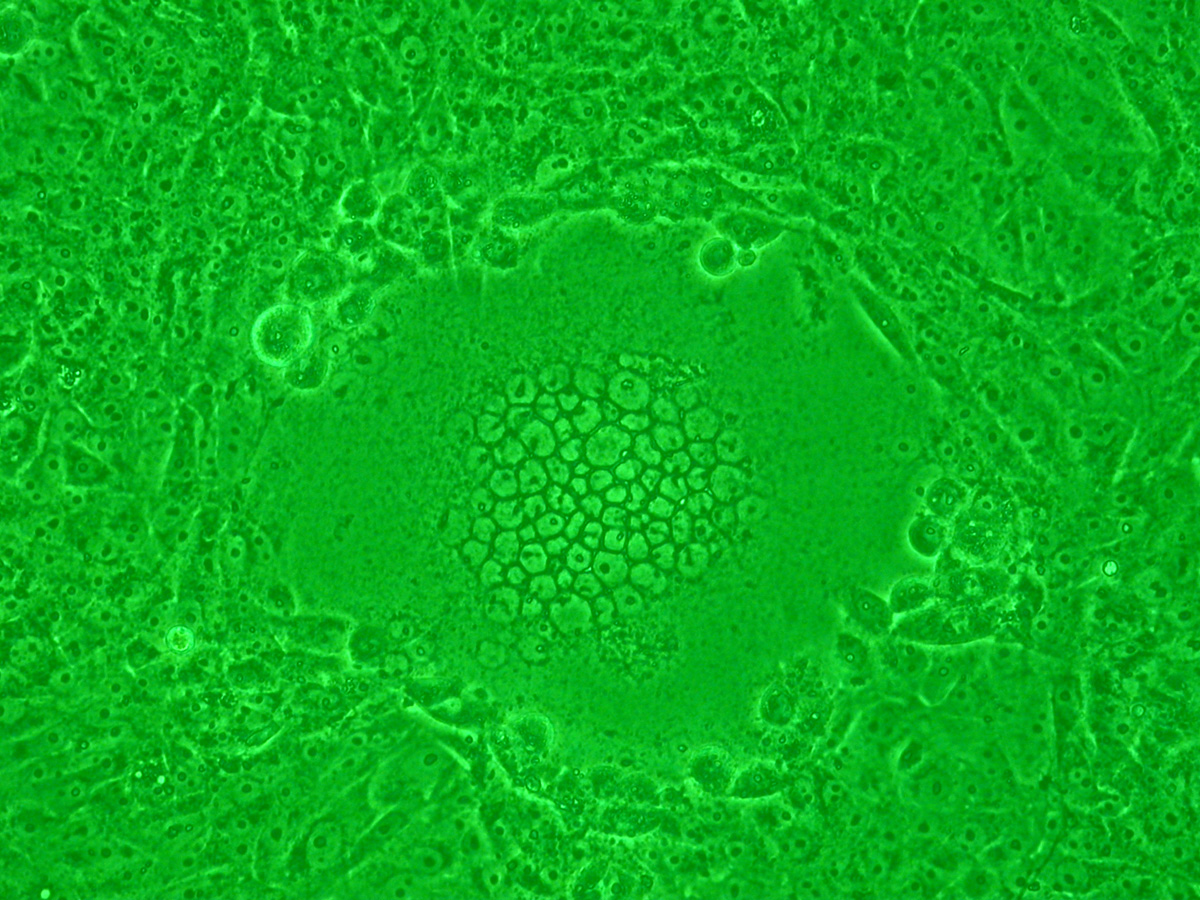
Синцитій, утворення якого спричинив вірус герпесу на культурі клітин Веро.

Синцитій (гр., «разом» і «клітина») — спільний простір багатьох клітин, цитоплазми яких з'єднані містками. Характерний як для тканинних організмів, так і для безтканинних (наприклад, для багатьох грибів).

## Властивості синцитію у тварин
Синцитій тварин забезпечується наявністю щільних контактів, білків-конексинів. За допомогою синцитію відбувається транспорт білків, РНК, малих молекул між клітинами. Також завдяки синцитію передаються електричні сигнали між клітинами. Прикладами синцитію у ссавців є серцевий м'яз, міоцити гладенької мускулатури, епітелій.

## Синцитій у грибів
Клітини багатьох грибів, зокрема базидієвих мають неповні перегородки, завдяки чому цитоплазми всіх клітин поєднані.